# Sâncrăieni, Harghita
Sâncrăieni, mai demult Ciuc-Sâncraiu, (în maghiară Csíkszentkirály, colocvial Szentkirály) este satul de reședință al comunei cu același nume din județul Harghita, Transilvania, România.
Până în 2004 din comună au făcut parte și satele Leliceni și Sântimbru.

## Așezare
Localitatea Sâncrăieni este situată în partea centrală a județului Harghita, pe malul Oltului, în Depresiunea Ciucului, la poalele vestice ale Munților Harghitei și cele estice ale Munților Ciucului, pe DN12, Ciucani - Sâncrăieni - Miercurea Ciuc.

## Scurt istoric
Săpăturile arheologice făcute de-a lungul timpului aduc dovezi materiale ale existenței omului aici încă din cele mai vechi timpuri, astfel în punctele "Sustora" și "Dealul Borvizului" s-au descoperit așezări aparținând culturii Cucuteni și Ariușd, ce conțineau fragmente ceramice Hallstatt-iene și dacice din epoca La téne. Pe partea dreaptă a șoselei, în locul numit "Coasta Stejarului" s-a descoperit o așezare de tip Jigodin și Gorodsk-Usatovo. 
La marginea sudică a satului, pe terasa malului drept al Oltului, la "Fabrica de Cărămidă", s-a descoperit o așezare cu mai multe nivele de locuire cu materiale (oale, cești, alveole, ornamente cu butoni, fragmente de vase mdelate cu mâna și la roată, fusoiale, fragmente de fructiere) Hallstatt-iene și dacice din sec. II î.d.Hr.-I d.Hr, ultimul nivel de locuire datează din secolul al XI-lea.
Prima atestare documentară apare în anul 1332 sub numele de Sanctus Rex, apoi în 1566 ca Zent Kyraly, în 1614 ca  Szentkirály ca apoi în anul 1760 denumirea să fie Csik Szent Királly (Ciuc Séncraiu).
Între anii 1762 - 1852, satul Sâncrăieni a făcut parte din Compania a VI-a a Primului Regiment Secuiesc de Infanterie. 
Începând cu anul 1876, satul aparține Comitatului Ciuc, din Regatul Ungariei, apartenență ce se încheie în anul 1920, odată cu semnarea Tratatului de la Trianon, tratat ce prevedea stabilirea frontierelor Ungariei cu vecinii săi.
În perioada interbelică localitatea aparține județului Ciuc, iar din anul 1968, odată cu desființarea Regiunii Autonome Maghiare, județului Harghita.

## Economie
Economia localității este bazată pe activități în domeniul exploatării și prelucrării primare a lemnului, industriei de îmbuteliere a apelor minerale, comerțului, agroturismului cât și în domeniul agriculturii și creșterii animalelor.

## Atracții turistice

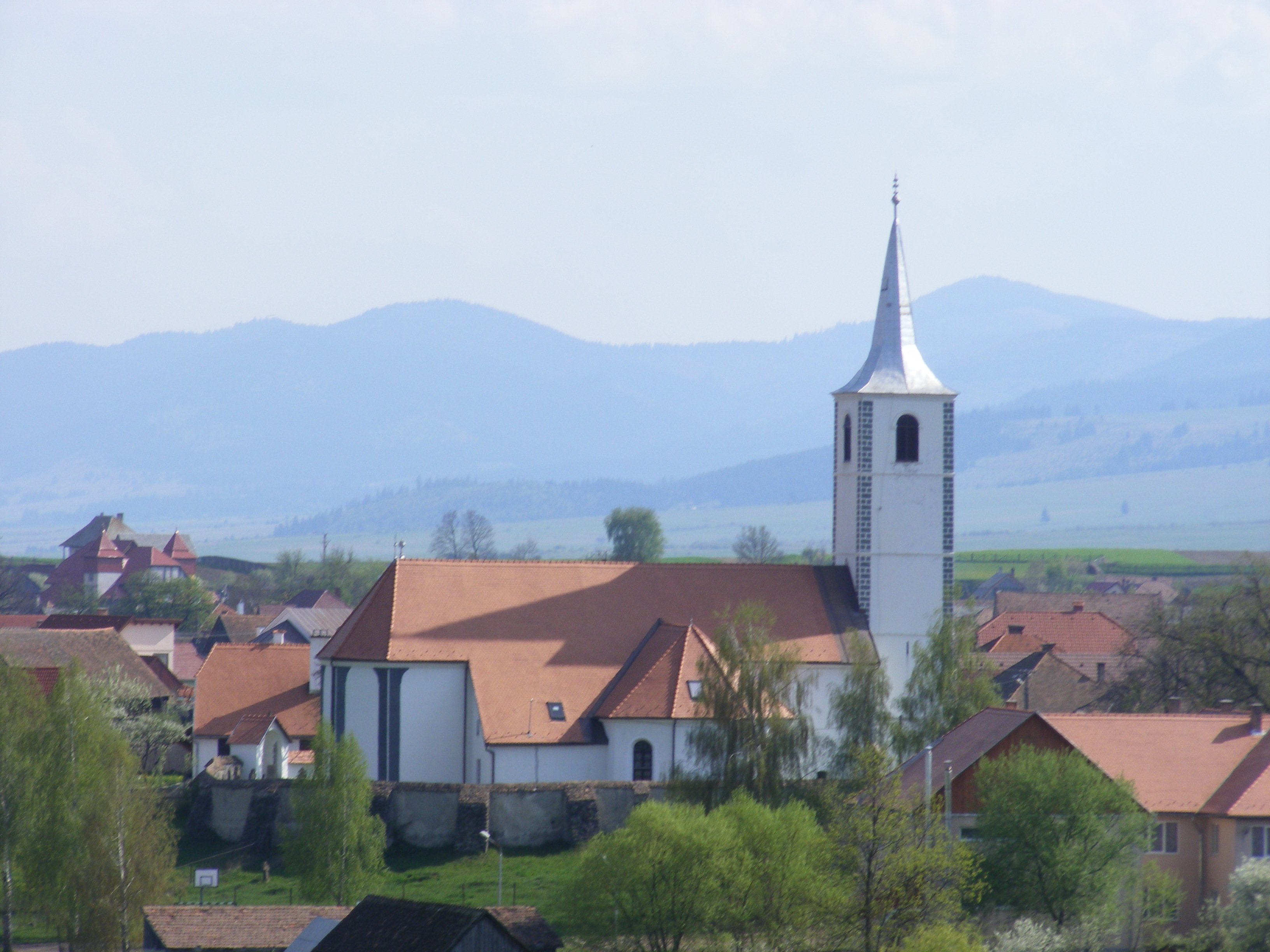
Biserica romano-catolică, secolul al XV-lea

- Biserica romano-catolică din Sâncrăieni, construcție secolul al XV-lea (monument istoric)
- Capela Romano-Catolică, construită în anul 1528
- Ruinele Castelului Andrássy
- Băile Büdösfürdő
- Mlaștina Borsároș - Sâncrăieni (rezervație naturală)
- Rezervația geologică de la Sâncrăieni (monument al naturii)
- Tinovul Luci, zonă umedă protejată (mlaștini oliogotrofe)
- Bazinul Ciucului de Jos (sit de importanță comunitară inclus în rețeaua ecologică europeană Natura 2000 în România)
- Izvoare de apă minerală
- Muzeul Satului

## Personalități locale
- Mózes Lestyén (1720-1774) - scriitor
- Mártonfi Jószef (1746-1815) - scriitor, episcop
- Kristó András (1930 - 1994), geolog;
- Jukundián Simon (1813-1894) - compozitor, călugăr franciscan
- Vitos Mózes (1847-1902) - istoric, pastor
- Vilmos Albert (1886-1971) - sculptor, profesor
- Antal Elöd (1953) - hocheist

## Localități înfrățite
- Bárdudvarnok, Ungaria
- Berekfürdürdő, Ungaria
- Igal, Ungaria
- Krásnohorské Podhradie, Slovacia